# UUID
UUID (англ. universally unique identifier «универсальный уникальный идентификатор») — стандарт идентификации, используемый в создании программного обеспечения, стандартизированный Open Software Foundation (OSF) как часть DCE — среды распределённых вычислений. Основное назначение UUID — это позволить распределённым системам уникально идентифицировать информацию без центра координации. Таким образом, любой может создать UUID и использовать его для идентификации чего-либо с приемлемым уровнем уверенности, что данный идентификатор непреднамеренно никогда не будет использован для чего-то ещё. Поэтому информация, помеченная с помощью UUID, может быть помещена позже в общую базу данных без необходимости разрешения конфликта имен. Наиболее распространённым использованием данного стандарта является Globally Unique Identifier (GUID) фирмы Microsoft. Другими значительными пользователями являются Linux (файловая система ext2/ext3, шифрованные разделы LUKS, GNOME, KDE) и Mac OS X — все они применяют реализацию, полученную из библиотеки uuid, находящейся в пакете e2fsprogs.

## Стандарты
UUID задокументирован как часть ISO/IEC 11578:1996 «Information technology — Open Systems Interconnection — Remote Procedure Call (RPC)» и позже в ITU-T Rec. X.667 | ISO/IEC 9834-8:2008. IETF опубликовала предлагаемый стандарт RFC 4122, который технически идентичен ITU-T Rec. X.667 | ISO/IEC 9834-8.

## Формат
UUID представляет собой 16-байтный (128-битный) номер. В каноническом представлении UUID изображают в виде числа в шестнадцатеричной системе счисления, разделённого дефисами на пять групп в формате 8-4-4-4-12. Такое представление занимает 36 символов:
123e4567-e89b-12d3-a456-426655440000
xxxxxxxx-xxxx-Mxxx-Nxxx-xxxxxxxxxxxx
4 бита M обозначают версию («version») UUID, а 1-3 старших бита N обозначают вариант («variant») UUID.
Такое разделение на группы основано на структуре UUID:
| Название поля                      | Длина (в байтах) | Длина (число 16-ричных цифр) | Содержимое                                                                              |
| ---------------------------------- | ---------------- | ---------------------------- | --------------------------------------------------------------------------------------- |
| time_low                           | 4                | 8                            | целое число, обозначающее младшие 32 бита времени                                       |
| time_mid                           | 2                | 4                            | целое число, обозначающее средние 16 бит времени                                        |
| time_hi_and_version                | 2                | 4                            | 4 старших бита обозначают версию UUID, младшие биты обозначают старшие 12 бит времени   |
| clock_seq_hi_and_res clock_seq_low | 2                | 4                            | 1-3 старших бита обозначают вариант UUID, остальные 13-15 бит обозначают clock sequence |
| node                               | 6                | 12                           | 48-битный идентификатор узла                                                            |

Эти поля соответствуют версиям UUID 1 и 2, которые генерируются на базе времени, но представление 8-4-4-4-12 используется для любых версий UUID.
RFC 4122 также определяет пространство имён URN для UUID:
urn:uuid:123e4567-e89b-12d3-a456-426655440000
Microsoft GUID иногда используется с фигурными скобками:
{123e4567-e89b-12d3-a456-426655440000}
Общее количество уникальных ключей UUID (без учёта версий) составляет 2128 = 25616 или около 3,4 × 1038. Это означает, что генерируя 1 триллион ключей каждую наносекунду, перебрать все возможные значения удастся лишь за 10 миллиардов лет.
UUID со специальным идентификатором может быть преднамеренно использован повторно, для идентификации той же самой сущности в различных контекстах. Например, в Microsoft Component Object Model каждый компонент должен поддерживать стандартный интерфейс «IUnknown». Для этого создан UUID, представляющий «IUnknown». Во всех случаях, когда используется «IUnknown» — при доступе процессов к интерфейсу «IUnknown» в компоненте, или же для реализации поддержки интерфейса «IUnknown» самим компонентом, — всегда происходит отсылка к одному и тому же идентификатору: 00000000-0000-0000-C000-000000000046.

## Кодирование
Бинарное представление UUID различается на разных системах.
Большинство систем кодирует UUID полностью в big-endian. Например, 00112233-4455-6677-8899-aabbccddeeff кодируется в байты 00 11 22 33 44 55 66 77 88 99 aa bb cc dd ee ff.
Некоторые системы, например маршалинг в Microsoft COM/OLE libraries, используют mixed-endian, где первые три компонента UUID закодированы как little-endian, а последние два — как big-endian. Например, 00112233-4455-6677-8899-aabbccddeeff в таком случае кодируется как 33 22 11 00 55 44 77 66 88 99 aa bb cc dd ee ff.

## Варианты
По историческим причинам UUID имеет несколько вариантов, обозначаемых одним, двумя или тремя битами.

### Вариант 0
Один из вариантов, определённых в RFC 4122, вариант 0 (обозначается одним битом 0xxx2, N = 0..7), присутствует ради обратной совместимости с устаревшим форматом UUID Apollo Network Computing System 1.5, разработанным примерно в 1988 году. В этом формате первые 6 октетов UUID представляют собой 48-битную метку времени (количество единиц времени в 4 микросекунды, прошедших с 1 января 1980 года UTC); следующие 2 октета зарезервированы; следующий октет — это «address family»; последние 7 октетов являются 56-битным идентификатором хоста в форме, определённой address family. Несмотря на различие в деталях, можно видеть сходство с современным UUID версии 1. Биты варианта в текущей спецификации UUID совпадают с старшими битами октета семейства адресов в UUID NCS. Хотя семейство адресов может содержать значения в диапазоне 0..255, были определены только значения 0..13. Таким образом, обозначение варианта 0 как 0xxx позволяет избежать конфликтов с историческими UUID NCS, если они всё ещё существуют в базах данных.

### Варианты 1 и 2
Эти варианты используются в текущих спецификациях UUID. Вариант 1 (обозначается двумя битами 10xx2 N = 8..b) является основным и описан в RFC 4122. Вариант 2 (обозначается тремя битами 110x2 N = c..d) описан в RFC как зарезервированный для обратной совместимости с ранними GUID из Microsoft Windows.
Помимо битов, обозначающих вариант, во всём остальном эти два варианта UUID одинаковы, за исключением того, что при кодировании в бинарную форму для хранения или передачи UUID варианта 1 используют сетевой порядок байтов (big-endian), а GUID варианта 2 используют «нативный» (little-endian) порядок байтов. В каноническом текстовом представлении варианты 1 и 2 одинаковы, за исключением битов вариантов.
Хотя некоторые важные идентификаторы GUID, такие как идентификатор интерфейса IUnknown для COM, являются UUID варианта 2, многие идентификаторы, созданные и используемые в ПО Microsoft Windows и называемые «GUID», по факту являются стандартными UUID варианта 1 с сетевым порядком байтов. Текущая версия утилиты Microsoft guidgen создает стандартные UUID варианта 1. В некоторой документации Microsoft говорится, что «GUID» является синонимом «UUID», как это стандартизировано в RFC 4122. Сам RFC 4122 утверждает, что UUID также известны как GUID («are also known as GUIDs»). Все это говорит о том, что «GUID», хоть и был изначально отдельным вариантом UUID, используемым в Microsoft, сейчас стал просто альтернативным названием для стандартного UUID.

### Вариант 3
В RFC 4122 вариант 111x2 (N = e..f) зарезервирован для использования в будущем.

## Версии
В стандарте определены пять версий («version») UUID, каждая из которых может подходить лучше или хуже в определённых ситуациях.

### Nil UUID
Особый случай, в котором все биты UUID выставлены в ноль: 00000000-0000-0000-0000-000000000000.

### Версия 1 (время и MAC-адрес)
Версия 1 включает в себя 48-битный MAC-адрес узла («node»), на котором сгенерирован UUID, и 60-битную метку времени (timestamp), которая обозначает число 100-наносекундных интервалов, прошедших с полуночи 15 октября 1582 года по UTC — даты начала применения григорианского календаря. RFC 4122 указывает максимально возможное время около 3400 года н. э., и это означает, что 60-битная метка времени является знаковой. Однако некоторые программы, например библиотека libuuid, считают timestamp беззнаковым, и для них максимальным временем является примерно 5236 год н. э.
13- или 14-битный clock sequence дополняет метку времени в случаях, когда системные часы обновляются недостаточно быстро, или на многопроцессорных системах. В таких случаях метка времени у разных UUID может оказаться одинаковой. Чтобы избежать генерации одинаковых UUID, используют clock sequence, который обновляется каждый раз при создании нового UUID и который будет разным у разных UUID даже при совпадении меток времени. Поскольку UUID версии 1 соответствует одной точке в пространстве (узел) и времени (метка времени и clock sequence), вероятность совпадения двух правильно сгенерированных UUID практически равна нулю. Поскольку метка времени и clock sequence вместе составляют 74 бита, всего может быть сгенерировано 274 (1.8⋅1022, или 18 секстиллионов) уникальных UUID версии 1 на одном узле с максимальной средней скоростью 163 миллиарда UUID в секунду.
В отличие от других версий UUID, уникальность UUID версий 1 и 2, основанных на MAC-адресах сетевых карт, частично зависит от идентификатора, выданного центральным регистрирующим органом, а именно от части уникального идентификатора организации (OUI) MAC-адреса, который выдаётся в IEEE производителям сетевого оборудования. Уникальность также зависит от правильного назначения уникальных MAC-адресов сетевых карт производителями, что, как и другие производственные процессы, подвержено ошибкам.
Использование MAC-адреса означает, что всегда можно отследить компьютер, который создал UUID. Иногда возможно найти компьютер, на котором был создан или отредактирован какой-либо документ, если используемый текстовый процессор встроил UUID в файл. Эта дыра в конфиденциальности использовалась для поиска автора вируса Melissa.

### Версия 2 (время, MAC-адрес и DCE security version)
RFC 4122 резервирует версию 2 «DCE security», но не предоставляет никаких подробностей о ней. По этой причине во многих реализациях UUID версия 2 отсутствует. Однако описание UUID версии 2 есть в спецификации DCE 1.1 Authentication and Security Services.
Версия 2 похожа на версию 1, но младшие 8 бит clock sequence заменены на номер «локального домена» («local domain» number), а младшие 32 бита метки времени (timestamp) заменены целочисленным идентификатором, значимым в пределах указанного локального домена.
Возможность включить 40-битный домен/идентификатор является компромиссом. С одной стороны, 40 битов допускают около 1 триллиона значений доменов/идентификаторов для одного узла. С другой стороны, с урезанным значением метки времени до 28 старших значащих бит по сравнению с 60 битами в версии 1 время в UUID версии 2 будет «тикать» лишь раз в 429,49 секунды (чуть больше 7 минут) в отличие от 100 наносекунд в версии 1. И с шестибитным clock sequence, в отличие от 14 бит в версии 1, могут быть сгенерированы лишь 64 уникальных UUID для одного узла/домена/идентификатора в течение этих 7 минут. Таким образом UUID версии 2 не подходит, если требуется генерировать UUID чаще чем раз в 7 минут.

### Версии 3 и 5
UUID версий 3 и 5 образуются путём хеширования идентификатора пространства имён и имени. Версия 3 использует алгоритм хеширования MD5, версия 5 — SHA-1.
Спецификация предоставляет UUID для представления пространств имён URL, FQDN, OID и отличительных имён X.500, но любой желаемый UUID может использоваться в качестве идентификатора пространства имен.
Для вычисления UUID версии 3, соответствующего данному пространству имен и имени, UUID пространства имен преобразуется в строку байтов, конкатенируется с именем и хешируется алгоритмом MD5, что дает 128 битов. Затем 6 или 7 битов заменяются фиксированными значениями: 4-битной версией (например, 00112 для версии 3) и 2- или 3-битным вариантом («variant») UUID (например, 102, обозначающим RFC 4122 UUID, или 1102, обозначающим legacy Microsoft GUID). Поскольку 6 или 7 битов
предопределены, лишь 121 или 122 бита вносят вклад в уникальность UUID.
UUID версии 5 аналогичен, но использует SHA-1 вместо MD5. Так как SHA-1 даёт 160-битный хеш, он предварительно усекается до 128 бит.
Суть UUID версий 3 и 5 в том, что одна и та же пара из пространства имён и имени будет отображаться в один и тот же UUID. При этом ни пространство имён, ни имя не могут быть обратно получены из UUID, кроме как методом перебора.
RFC 4122 рекомендует использовать версию 5 вместо версии 3 и не рекомендует использовать ни одну из этих версий в качестве учётных данных для безопасности.

### Версия 4 (случайный)
UUID версии 4 генерируется случайным образом. Как и в других версиях UUID, 4 бита используются для указания версии, 2 или 3 бита указывают на вариант. Так что для варианта 1 (который используется большинством UUID) на случайно сгенерированную часть приходится 122 бита, что даёт 2122, или 5,3⋅1036 (5,3 ундециллиона) возможных вариантов UUID версии 4 варианта 1. UUID версии 4 варианта 2 имеет вдвое меньше возможных вариантов, так как ещё один бит используется для обозначения варианта.

### Версия 7 (дата и время, необязательный счетчик и случайное число)
Седьмая версия UUID (Universally Unique Identifier Version 7, UUID Version 7, UUIDv7) является модифицированной и стандартизованной версией ULID с добавленным счетчиком, который инициализируется случайным числом. Стандарт RFC9562 опубликован и вступил в силу. Имеется обзор стандарта на русском языке. Уже есть большое количество реализаций UUIDv7, применяемых в действующих информационных системах. Реализации легко найти по ключевому слову UUIDv7.